# Eannatum
Eannatum (2454-2425 v.Chr.) was ensi (vorst) van Lagasj. Hij was de derde vorst van het huis van Ur-Nansje en de zoon en opvolger van Akurgal. Over hem zijn we beter geïnformeerd dan van enig ander vorst uit het Soemer van de 25e eeuw v.Chr., vooral dankzij een schrijver die onder de regering van zijn neef Entemena de moeite nam zijn regering vrij uitgebreid te documenteren.

## Vroege regering
Zijn regering begon met een periode waarin hij zich toelegde op het herstel van de schade die onder zijn vader en voorganger Akurgal was aangericht door een aanval van aartsrivaal Umma. Enannatum was daar echter niet tevreden mee. Er volgden expedities tegen Elam in het oosten, Uruk en Ur in het westen en tegen aartsrivaal Umma in het noorden. Hij schijnt in deze conflicten succesvol geweest te zijn en zo werd Lagasj een stad in opkomst.
Eannatum bevrijdde Guedina, de vruchtbare streek die al van voor de tijd van zijn grootvader bezet was door de mannen van Umma. Hij dwong Enakalle van Umma tot het aanvaarden van een nieuw verdrag, richtte de oude stele van Mesilim weer op die ooit het gebied aan Lagasj had toegewezen en zette er een aantal steles van hemzelf bij, daaronder de beroemde stele van de gieren. Hij liet ook een nieuw kanaal aanleggen om de bevloeiing van de Guedina te verbeteren en legde een soort niemandsland aan aan de Ummaïtische kant van de grens waar niemand zich mocht vestigen. Hij hoopte daarmee een opnieuw uitbreken van het geschil te voorkomen. Wel liet hij burgers van Umma toe in de Guedina land te bebouwen, mits zij hem schatting betaalden. Hij verzekerde zich zo van een vaste bron van inkomsten die ook zijn persoonlijke positie versterkte.

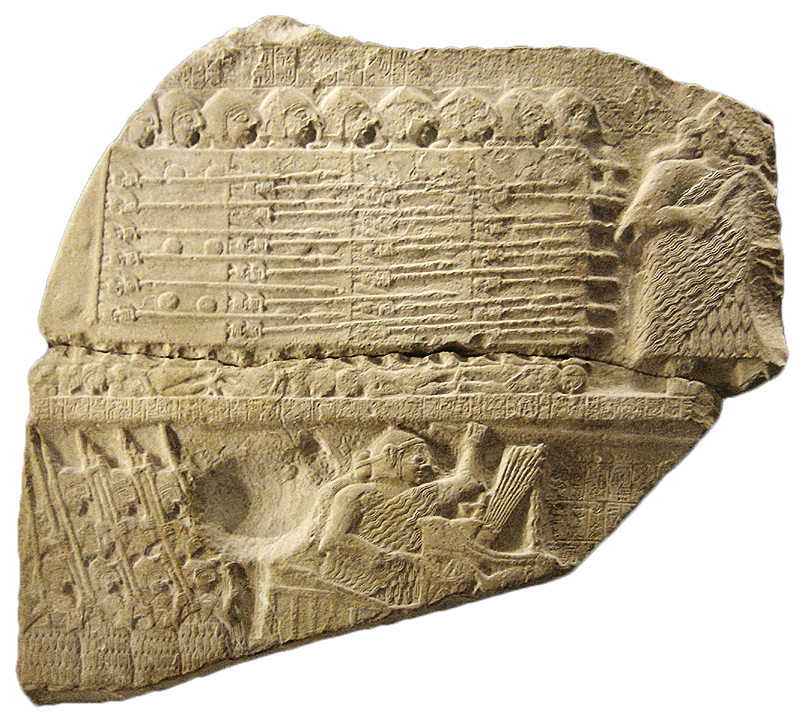
Deel van de Stele van de gieren

## Koning van Soemer
Nu hij zijn handen vrij had, besloot hij een gooi te doen naar de opperheerschappij over heel Soemer. De stad die deze positie lange tijd opgeëist had, Kisj, lag verder noordelijk, maar was al danig verzwakt door toedoen van Ensjakusjanna van Uruk. Een andere stad in het noorden, Aksjak, trachtte het gat op te vullen door Lagasj aan te vallen, maar dit werd een mislukking. Eannatum wist koning Zuzu te verslaan en hen tot aan Aksjak zelf te achtervolgen. 
Eannatum had nu de vermetelheid zichzelf tot koning van Kisj uit te roepen en daarmee de leidende positie in Soemer op te eisen. Enige jaren wist hij inderdaad deze eis vol te houden, maar het riep de agressie van vele andere steden op. Hij wist nog een nieuw groot kanaal aan te leggen dat hij Lummagimdug doopte, zo genoemd naar zijn Tidnum-naam Lumma. Spoedig werd hij echter aangevallen en in de tang genomen door zijn oostelijke vijand Elam en zijn noordelijke rivalen Kisj en Aksjak die hem beurtelings aanvielen. Hij had de een nog nier verjaagd of de ander viel hem in de rug aan. Op het laatst ging zelfs het verre Mari zich aan de zijde van zijn vijanden met het conflict te bemoeien. Eannatum wist op beide fronten de overwinning te boeken en korte tijd later kon hij zich weer aan zijn bouwprojecten wijden. Het was echter weer snel opnieuw oorlog, de toedracht waarvan ons niet goed duidelijk is. Het lijkt erop dat hij sneuvelde, waarmee de positie van Lagasj een geduchte knauw kreeg.  
Hij werd opgevolgd door Enannatum I, zijn jongere broer.